# Arbeitsgruppe des Ministers Aufgabenbereich „S“
Die Arbeitsgruppe des Ministers Aufgabenbereich „S“ oder kurz AGM/S (Bedeutung: Arbeitsgruppe des Ministers [für Staatssicherheit], Aufgabenbereich „S“ [für Sonderfragen bzw. abgeleitet vom Leiter der AGM/S Heinz Stöcker, gelegentlich auch Sonderaufgaben]) war eine Struktureinheit des Ministeriums für Staatssicherheit (MfS) der DDR. Diese Struktureinheit ging aus der 15. Verwaltung des Ministeriums für Nationale Verteidigung hervor, deren Aufgaben 1962 an das MfS übertragen wurden.

## Arbeitsgruppe
Die Arbeitsgruppe war für die Ausbildung und den Einsatz von Spezialkräften („Zentrale Spezifische Kräfte“/ZSK) für Sondereinsätze verantwortlich. Der Chef der Arbeitsgruppe, Alfred Scholz, war zuständig für Mordplanungen. Für die Anfangsperiode eines Krieges gegen die Bundesrepublik plante er 1972 die Zerstörung von Zielobjekten der bundesdeutschen Infrastruktur und individuellen Terror. Stasikämpfer sollten „in verstärktem Maße die Szene der Terror- und Gewaltverbrechen nutzen, um mit dieser Tarnung und Abdeckung ihre Kampfaufgaben vorzubereiten“. Offizielle Hauptaufgabe war die Bekämpfung terroristischer Kräfte mit militärischen, polizeilichen und geheimdienstlichen Methoden. Bei der AGM/S handelte es sich um eine Elite-/Spezialeinheit des MfS. Diese sollte im Falle von Krisensituationen oder kriegerischen Auseinandersetzungen als paramilitärische Stay-behind-Organisation hinter den feindlichen Linien operieren. Zu diesem Zweck bildete das MfS Mitte der 1980er Jahre rund 3500 Untergrundkämpfer aus, die im Kriegsfall Sprengstoffanschläge gegen die Bundesrepublik durchführen sollten. Diese waren als Mitglieder der DKP in Westdeutschland wohnhaft und wurden als Gruppe Ralf Forster bezeichnet. Mit Wirkung zum 1. April 1988 wurde die AGM/S in Abteilung XXIII (Terrorbekämpfung) umbenannt und zum 1. März 1989 der Hauptabteilung XXII (Terrorabwehr) unterstellt. Langjähriger Leiter der Abteilung war Heinz Stöcker, weshalb der Buchstabe S der Abkürzung gelegentlich auch mit seinem Namen aufgelöst wird. Im Jahr 2007 wurde bekannt, dass deutsche Ermittler damals untersuchten, ob die Einheit mit dem Mord an dem deutschen Bankmanager Alfred Herrhausen 1989 in Verbindung stand, der allgemein der Rote Armee Fraktion (RAF) zugeschrieben wird.
Im Frühjahr 1981 wurden die RAF-Terroristen Helmut Pohl, Christian Klar, Adelheid Schulz und Inge Viett von AGM/S-Experten in Theorie und Praxis der Waffenkunde und des Sprengstoffwesens unterrichtet. Während eines von Stasichef Erich Mielke und seinem Stellvertreter Gerhard Neiber genehmigten Trainingsprogramms führten die RAF-Terroristen auf dem Truppenübungsplatz Rüthnick Schießübungen mit der sowjetischen Panzerfaust RPG-7 auf einen ungepanzerten Mercedes durch. Regine Igel behauptet in ihrem als verschwörungstheoretisch rezipierten Buch Terrorismus-Lügen, in den Stasi-Akten fänden sich Belege für eine aktive Zusammenarbeit der RAF und des MfS vor allem in den 1980er Jahren. Die in der DDR aufgenommenen RAF-Aussteiger seien unter anderem von der AGM/S in paramilitärischen Techniken geschult worden und wären jeweils mehrfach nach Westdeutschland gereist, wobei sie davon ausgeht, dass diese Reisen westdeutschen Sicherheitsbehörden laut von ihr gefundenen INPOL-Dokumenten meist bekannt gewesen seien.